# Nampcho
Speciální město Nampcho (korejsky 남포특별시 – Nampcho tchŭkpjŏlsi) je město v provincii Jižní Pchjongan v Severní Koreji. Leží přibližně pětapadesát kilometrů jihozápadně od Pchjongjangu, hlavního města státu, převážně na severní straně ústí Tedongu do Žlutého moře. K roku 2008 mělo Nampcho dle oficiálních údajů přes 366 tisíc obyvatel.

## Partnerská města
Tchien-ťin